# Eric Turner
Eric Turner is een Amerikaans zanger en singer-songwriter. Ook is hij muziekleraar in Zweden waar hij ook woont. Op het moment is hij de leadzanger van de band Street Fighting Man.
Hij schreef het liedje Written In The Stars met Tinie Tempah. Ook in de clip van Written In The Stars doet hij mee.

## Discografie

### Singles
| Single met eventuele hitnotering(en) in de Nederlandse Top 40 | Datum van verschijnen | Datum van binnenkomst | Hoogste positie | Aantal weken | Opmerkingen                                    |
| ------------------------------------------------------------- | --------------------- | --------------------- | --------------- | ------------ | ---------------------------------------------- |
| Written in the Stars                                          | 04-10-2010            | 01-01-2011            | 19              | 7            | met Tinie Tempah / Nr. 33 in de Single Top 100 |
| Dancing in My Head                                            | 08-10-2012            | 03-11-2012            | tip14           | -            | met Avicii                                     |

| Single met hitnotering(en) in de Vlaamse Ultratop 50 | Datum van verschijnen | Datum van binnenkomst | Hoogste positie | Aantal weken | Opmerkingen      |
| ---------------------------------------------------- | --------------------- | --------------------- | --------------- | ------------ | ---------------- |
| Written in the Stars                                 | 2010                  | 16-10-2010            | tip5            | -            | met Tinie Tempah |

- Bibliothèque nationale de France: cb16244731b (data)
- International Standard Name Identifier: 0000 0001 0758 1010
- Library of Congress Control Number: n2013006192
- MusicBrainz: df2f7876-e731-4bde-965c-bd4a67b3fadd
- SNAC: w6qp8m89
- Virtual International Authority File: 40145970363032252869